# پرچم سورینام
پرچم سورینام در ۲۵ نوامبر ۱۹۷۵ پذیرفته شد.